# Чёрный Глаз (галактика)
M 64 (Messier 64, Мессье 64, другие обозначения — NGC 4826, ZWG 130.1, UGC 8062, KARA 559, MCG 4-31-1, IRAS12542+2157, PGC 44182, галактика Спящая Красавица, галактика Чёрный Глаз) — галактика в созвездии Волосы Вероники.
Особенностью этого объекта является его происхождение из двух слипшихся галактик с разным направлением вращения. Вследствие этого газопылевой диск во внутренней части объекта вращается в противоположную сторону относительно вращения звёзд и газа на его периферии.
Этот объект входит в число перечисленных в оригинальной редакции «Нового общего каталога».

## Наблюдения

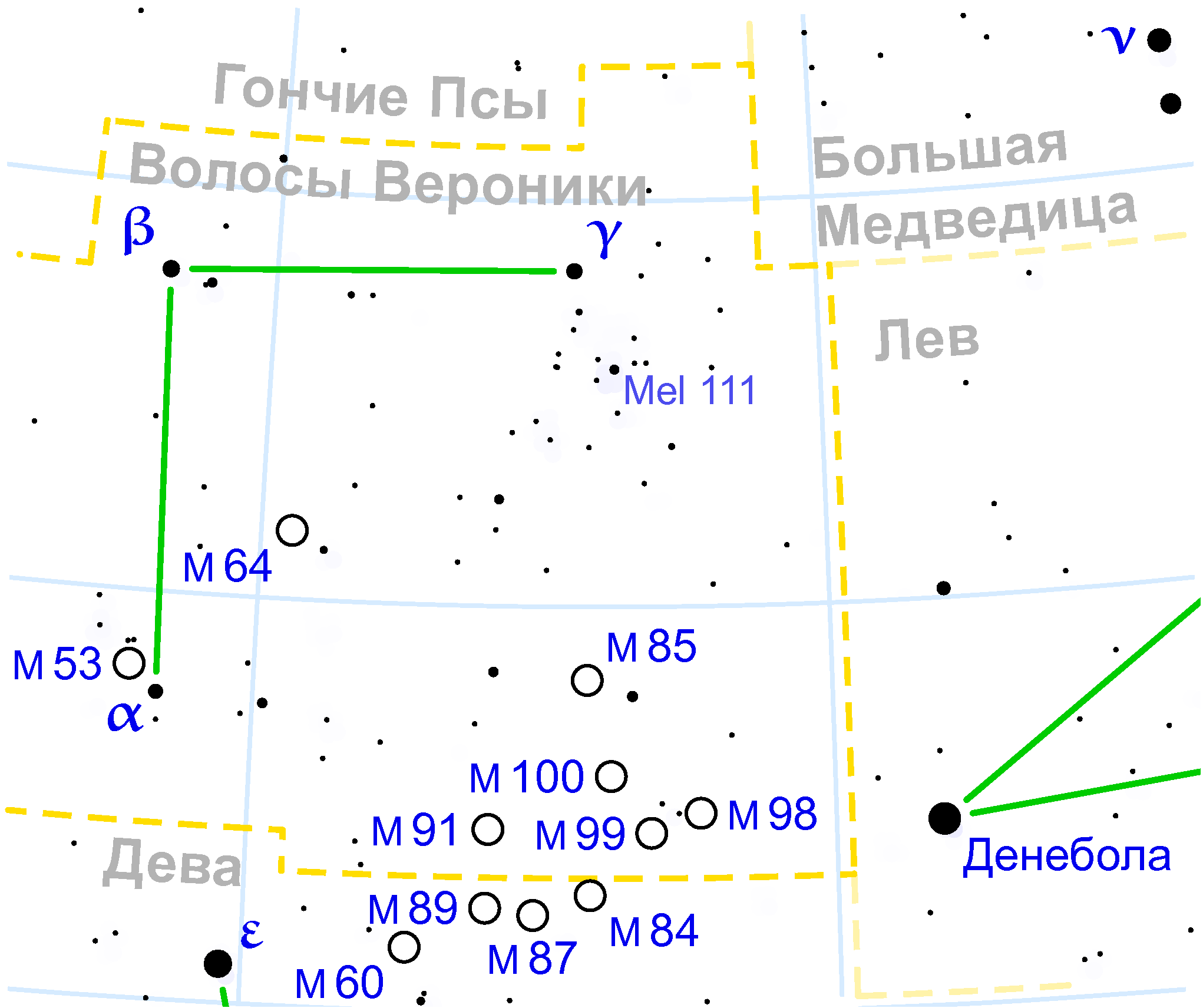
Галактика M 64 в Волосах Вероники

M 64 благодаря столь замечательной особенности внешнего вида — популярный объект для любительских наблюдений. Наилучшее время для наблюдений — с конца зимы и до начала лета. Место расположения M 64 найти нетрудно: на воображаемой линии α — γ Волос Вероники (ближе к α) в хорошую ночь едва заметна неяркая звёздочка 35 Com (5m). «Чёрный Глаз» следует искать в градусе на восток-северо-восток от неё. В оптический искатель телескопа или бинокль галактика не бросается в глаза.
В любительский телескоп вначале отмечается вытянутая эллиптическая форма галактики и яркое почти звездообразное ядро. Хорошей ночью (без искусственной и естественной засветки) при апертуре телескопа от 200—300 мм при внимательном рассматривании на северо-восток от ядра хорошо видно образование, давшее название этому объекту. Вытянутый тёмный провал яркости очерчивает ядро, придавая изображению галактики весьма экспрессивный вид. Со стороны этого тёмного пятна с галактикой соседствует относительно яркая (11m) звезда переднего плана.

### Соседи по небу из каталога Мессье
- M 53 — (в 5 градусах на юго-восток, у α Com) яркое и концентрированное шаровое скопление;
- M 85, M 100, M 88, M 60, M 59, M 58, M 89 и M 90 — (на юго-запад) скопление галактик в Деве;
- M 3 — (на северо-восток, В Гончих Псах) яркое шаровое скопление

### Последовательность наблюдения в «Марафоне Мессье»
…M 3 → M 53 → M 64 → M 85 → M 60…